# Environnement et Changement climatique Canada
Environnement et Changement climatique Canada (en anglais : Environment and Climate Change Canada) (nom légal : ministère de l'Environnement) est un ministère du gouvernement du Canada. En 2019, le ministère emploie un peu plus de 7 000 personnes et son budget annuel s'élève à environ 1,5 milliard de dollars canadiens,. Environ 60 % de sa main-d’œuvre et 80 % de son budget sont consacrés à des activités concernant les sciences et les techniques. L'administration centrale d'Environnement Canada se trouve à la place Vincent-Massey à Gatineau au Québec. Le ministère a des bureaux dans une centaine de localités du pays.
Julie Dabrusin est le ministre responsable de l'environnement depuis le 13 mai 2025.

## Mandats
Ce ministère a comme mandats :
- Conserver et améliorer la qualité de l'environnement naturel, notamment celle de l'eau, de l'air et du sol;
- Préserver les ressources renouvelables du Canada, notamment les oiseaux migrateurs, la flore et la faune sauvages en général, à conserver et à protéger les ressources en eau du Canada;
- Fournir des services météorologiques (via le Service météorologique du Canada);
- Assurer le respect des règles prises par la Commission mixte internationale du Canada et des États-Unis relativement aux eaux limitrophes;
- Coordonner les plans et les programmes fédéraux relatifs à l'environnement;

Les scientifiques d'Environnement et Changement climatique Canada travaillent donc dans des domaines comme la météorologie, l'océanographie, la climatologie, la biologie, la chimie, la géologie, la physique et le génie. Ils effectuent des inspections, évaluent des substances chimiques toxiques, fournissent des conseils en matière d'urgences environnementales, améliorent les prévisions et les avertissements météorologiques, prédisent les changements climatiques, évaluent les incidences des principaux développements, prélèvent et analysent des échantillons, et surveillent les populations fauniques ainsi que les niveaux de pollution.

## Histoire
Environnement et Changement climatique Canada est un ministère relativement nouveau, mais certaines composantes, comme le Service météorologique du Canada et le Service canadien de la faune, existe depuis fort longtemps. Sa création est annoncée dans le discours du Trône d’octobre 1970 par le gouvernement du premier ministre Pierre Elliott Trudeau qui propose la création « d’un ministère responsable de l’environnement [...] qui devra assurer la protection de la biosphère ».

### Naissance
Le ministère de l'Environnement est officiellement constitué le 11 juin 1971 à partir d’éléments du gouvernement fédéral qui traitent déjà de l’environnement et des ressources renouvelables, soit le service de la gestion des eaux, le service de la protection de l’environnement, le service de l’environnement atmosphérique, le service des pêches ainsi que le service des terres, des forêts et de la faune. Dans les années 1970, des améliorations sont apportées au service météorologique, notamment par la création de prévisions bilingues, sous la pression du Commissariat aux langues officielles, ainsi que de prévisions de refroidissement éolien. De plus, le système de Radiométéo Canada est établi, et le Centre climatologique canadien est créé. En 1979, le Service des pêches quitte le ministère de l’Environnement pour former le ministère des Pêches et des Océans.
Durant les années 1980, le Canada organise la première conférence internationale sur les pluies acides. Le ministère de l’Environnement lance le Plan d’action des Grands Lacs, une première série d’initiatives relatives aux écosystèmes et à de cette région l’assainissement de leur eau en collaboration avec des partenaires privés et publiques. Ce dernier est une approche écosystémique intégrée regroupant l’eau, l’air, la faune et la flore, l’habitat et la pollution présente dans le bassin des Grands Lacs. Ce plan sera étendu plus tard au fleuve Saint-Laurent.
En 1984, le Service des forêts passe à Agriculture Canada. La Loi canadienne sur la protection de l’environnement (LCPE) est présentée au Parlement en 1987 pour consolider le pouvoir du ministère de l’Environnement sur les pêches, les ressources en eau du Canada et la lutte contre la pollution atmosphérique. La même année, le Ministère signe l’Accord pour la protection des espèces en péril qui sert de fondement pour le programme de Rétablissement des espèces canadiennes en péril (RESCAPÉ).
Le ministère est aussi impliqué dans les discussions qui mènent à des ententes internationales dont les suivantes le Plan nord-américain de gestion de la sauvagine (1986), le Protocole de Montréal (protocole sur les substances qui appauvrissent la couche d’ozone) (1987), la Convention de Bâle sur le contrôle des mouvements trans-frontières de déchets dangereux et de leur élimination(1989). Le concept de développement durable émerge à la fin des années 1980 et le ministère en devient un acteur important.

### Évolution depuis les années 1990
Au début des années 1990, le gouvernement fédéral lance le programme quinquennal nommé Plan vert du Canada. Avec un budget de 3 milliards de dollars canadiens, il visait à relever un éventail de défis environnementaux grâce à la participation de 40 ministères et organismes fédéraux ainsi que du public. Le poste de commissaire à l’environnement et au développement durable est créé en 1995 pour intégrer dans ses activités et la prise de décisions le poste de commissaire à l’environnement et au développement durable (CEDD) au sein du Bureau du vérificateur général du Canada. Il doit scruter les politiques, activités et programmes gouvernementaux afin de les rendre conformes au développement durable.
En 1993, Environnement Canada perd la responsabilité de Parcs Canada qui se retrouve au ministère du Patrimoine canadien. En 2003, à la suite d’une autre réorganisation du Ministère, Parcs Canada revient au sein d'Environnement Canada.
En décembre 1997, le Canada et plus de 160 autres pays se réunissent à Kyōto, au Japon, et s’entendent sur des objectifs de réduction des émissions de gaz à effet de serre. Le ministère est ainsi impliqué dans les études sur le réchauffement climatique depuis les années 1990. Sous le gouvernement Libéral de Jean Chrétien, le protocole de Kyōto est adopté au Parlement canadien et plusieurs initiatives sont lancées par le ministre Stéphane Dion. Sous le gouvernement Conservateur de Stephen Harper, ces initiatives sont coupées ou réduites.
Environnement Canada est appelé à gérer ou à cogérer plusieurs lois. La Loi canadienne sur la protection de l’environnement, renouvelée et consolidée le 31 mars 2000, porte sur le contrôle des substances toxiques et accorde aux fonctionnaires et aux citoyens des pouvoirs additionnels pour veiller à son application. La Loi sur les espèces en péril, du 12 décembre 2002 et entré en vigueur le 1er juin 2004, vise à protéger les espèces sauvages en péril contre la disparition totale ou la disparition de l’état sauvage. Le ministre Jim Prentice a présenté le Projet de loi sur le contrôle d’application de lois environnementales à la Chambre des communes, le 4 mars 2009, pour réprimer les pollueurs, les braconniers et les contrebandiers d’espèces sauvages au moyen d’amendes accrues et de nouveaux outils d’application de la loi constitue l’élément principal du projet de loi.
En 2015, le ministère est renommé « Environnement et Changement climatique Canada ». L'appellation légale du ministère demeure ministère de l'Environnement.

## Principales composantes
- Parcs Canada
- Service canadien de la faune
- Service météorologique du Canada
  - Centre météorologique canadien
  - Service canadien des glaces